# Kay Velda
Kay Velda (Hattem, 23 juni 1990) is een Nederlands voetballer die als middenvelder speelt
Voorafgaand aan het seizoen 2010-2011 verruilde hij PSV voor FC Emmen. Hij maakt zijn debuut voor Emmen op 29 oktober 2010 tijdens de met 2-1 gewonnen wedstrijd tegen RBC Roosendaal. Op 22 november stond hij tegen FC Volendam voor het eerst in de basis, Emmen won met 1-3. In 2013 ging hij naar BV De Graafschap waar hij door blessures niet in actie zou komen. In het seizoen 2014/15 kwam Velda uit voor WKE en sinds de zomer van 2015 komt hij uit voor DVS '33.

## Carrière
| Seizoen   | Club          | Competitie     | Wedstrijden | Goals |
| --------- | ------------- | -------------- | ----------- | ----- |
| 2010-2011 | FC Emmen      | Eerste divisie | 19          | 0     |
| 2011-2012 | FC Emmen      | Eerste divisie | 20          | 1     |
| 2012-2013 | FC Emmen      | Eerste divisie | 31          | 1     |
| 2013-2014 | De Graafschap | Eerste divisie | 0           | 0     |
| 2014-2015 | WKE           | Topklasse      | 22          | 2     |